# Leucoides fuscicostalis
Leucoides fuscicostalis là một loài bướm đêm trong họ Crambidae.